# Comuni dell'Acre

Lo Stato di Acre, in Brasile

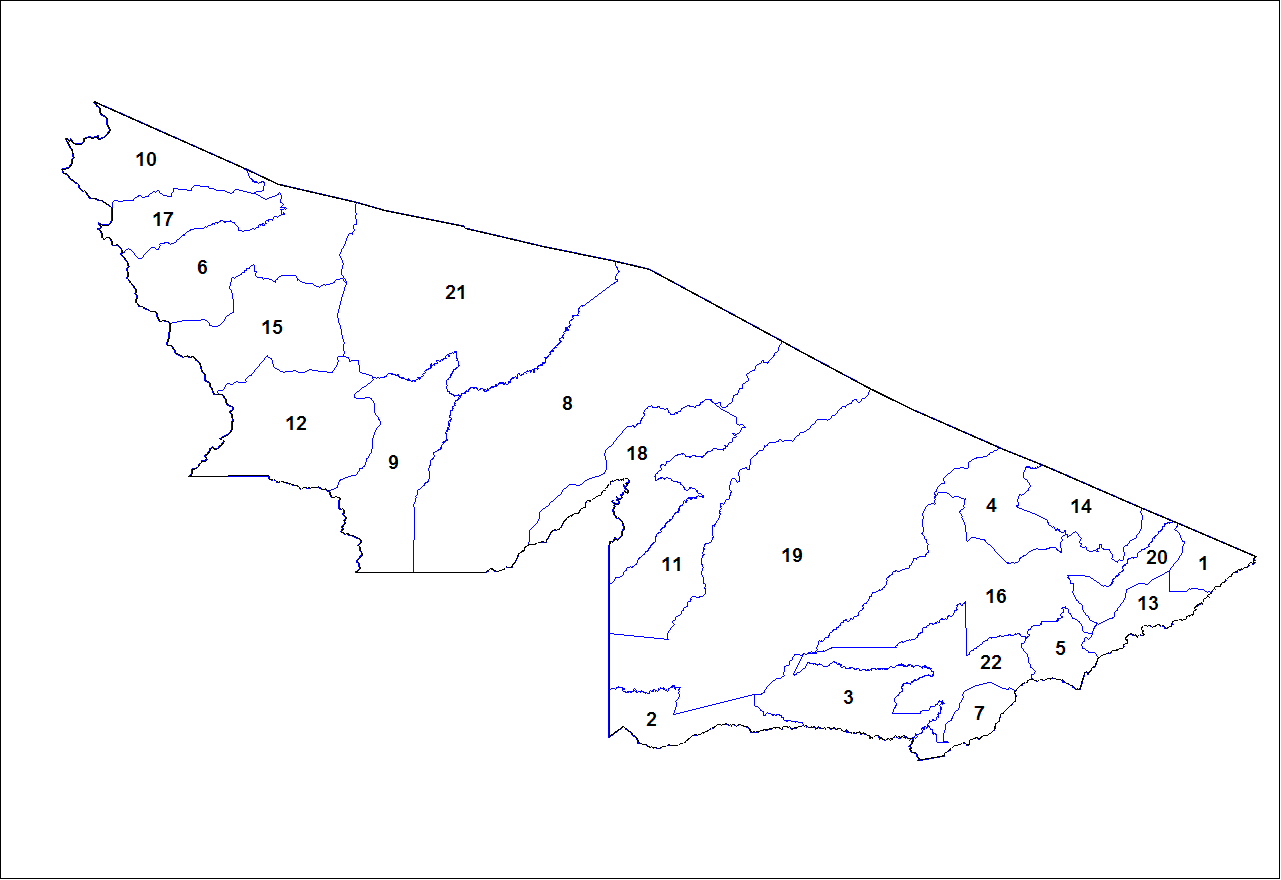
Distribuzione territoriale dei 22 comuni dello Stato dell'Acre

Segue un elenco dei 21 comuni dello stato brasiliano dell'Acre.
| #  | Comune               | Microregione    | Mesoregione   | Area (km²) | Popolazione | Densità |
| -- | -------------------- | --------------- | ------------- | ---------- | ----------- | ------- |
| 1  | Acrelândia           | Rio Branco      | Vale do Acre  | 1.574,55   | 11.451      | 7,27    |
| 2  | Assis Brasil         | Brasiléia       | Vale do Acre  | 2.876      | 5.063       | 1,76    |
| 3  | Brasiléia            | Brasiléia       | Vale do Acre  | 4.336      | 18.377      | 4,20    |
| 4  | Bujari               | Rio Branco      | Vale do Acre  | 3.468      | 7.019       | 1,91    |
| 5  | Capixaba             | Rio Branco      | Vale do Acre  | 1.713      | 6.096       | 3,56    |
| 6  | Cruzeiro do Sul      | Cruzeiro do Sul | Vale do Juruá | 7.925      | 86.725      | 10,94   |
| 7  | Epitaciolândia       | Brasiléia       | Vale do Acre  | 1.659      | 13.344      | 7,32    |
| 8  | Feijó                | Tarauacá        | Vale do Juruá | 24.202     | 39.365      | 1,62    |
| 9  | Jordão               | Tarauacá        | Vale do Juruá | 6.696      | 3.977       | 0,59    |
| 10 | Mâncio Lima          | Cruzeiro do Sul | Vale do Juruá | 4.672      | 12.747      | 2,59    |
| 11 | Manoel Urbano        | Sena Madureira  | Vale do Acre  | 9.387      | 6.905       | 0,74    |
| 12 | Marechal Thaumaturgo | Cruzeiro do Sul | Vale do Juruá | 7.744      | 8.362       | 1,08    |
| 13 | Plácido de Castro    | Rio Branco      | Vale do Acre  | 2.047      | 16.031      | 7,83    |
| 14 | Porto Acre           | Rio Branco      | Vale do Acre  | 2.985      | 12.116      | 4,06    |
| 15 | Porto Walter         | Cruzeiro do Sul | Vale do Juruá | 6.136      | 5.189       | 0,85    |
| 16 | Rodrigues Alves      | Cruzeiro do Sul | Vale do Juruá | 3.305      | 8.540       | 2,58    |
| 17 | Santa Rosa do Purus  | Sena Madureira  | Vale do Acre  | 3.305      | 5.981       | 0,46    |
| 18 | Sena Madureira       | Sena Madureira  | Vale do Acre  | 25.278     | 33.614      | 1,32    |
| 19 | Senador Guiomard     | Rio Branco      | Vale do Acre  | 2.047      | 21.000      | 10,25   |
| 20 | Tarauacá             | Tarauacá        | Vale do Juruá | 15.553     | 30.711      | 1,97    |
| 21 | Xapuri               | Brasiléia       | Vale do Acre  | 5.251      | 12.357      | 2,35    |